# Gorica (Sukošan)
 Ovo je glavno značenje pojma Gorica (Sukošan). Za druga značenja pogledajte Gorica (razdvojba).
Gorica je naselje u sastavu općine Sukošan, u Zadarskoj županiji.

## Stanovništvo
Prema popisu iz 2011. naselje je imalo 671 stanovnika.

| broj stanovnika | 247   | 287   | 329   | 387   | 456   | 553   | 581   | 626   | 760   | 892   | 1041  | 1043  | 1003  | 1142  | 896   | 671   | 612   |
|                 | 1857. | 1869. | 1880. | 1890. | 1900. | 1910. | 1921. | 1931. | 1948. | 1953. | 1961. | 1971. | 1981. | 1991. | 2001. | 2011. | 2021. |

## Znamenitosti
- Utvrda na Vrčevu

- Župna crkva sv. Ivana Krstitelja
- Kapelica bl. Alojzija Stepinca
- Kapelica BDM na Vrčevu

## Obrazovanje
- Područna škola Gorica

## Kultura
- KUD Sveti Ivan Krstitelj

## Šport
- Nogometni klub "Gorica"